# Hyphessobrycon borealis
Hyphessobrycon borealis es una especie de pez de la familia Characidae en el orden de los Characiformes.

## Morfología
Los machos pueden llegar alcanzar los 2,8 cm de longitud total
- Número de vértebras: 33.[1]

## Hábitat
Vive en zonas de clima tropical. 

## Distribución geográfica
Se encuentran en Sudamérica: Guayana Francesa.